# 12月30日
12月30日是公历一年中的第364天（闰年第365天），离全年结束还有1天。

## 大事记

### 20世纪以前
- 1460年：玫瑰战争中，蘭開斯特军队于韦克菲尔德战役大败约克军。
- 1853年：美國以1,000萬美元購買墨西哥希拉河南部與格蘭德河西部土地，約有77,700平方公里。
- 1896年：菲律宾民族英雄黎剎在马尼拉被西班牙殖民政府以叛乱罪名枪决处死。

### 20世紀
- 1903年：美國芝加哥易洛魁劇院發生大火，造成至少602人死亡，為美國歷史上死傷最慘重的單一建築物火災。
- 1905年：奥地利作曲家雷哈尔作曲的轻歌剧《风流寡妇》在维也纳剧院首次公演。
- 1906年：全印穆斯林联盟于达卡成立。
- 1916年：奥匈帝国末代君主卡爾一世加冕为匈牙利国王。
- 1918年：德国共产党成立。
- 1918年：孫中山撰寫《孫文學說》成書。此乃《建國方略》的一部分；書中提出“知難行易”學說。
- 1922年：蘇維埃俄國、烏克蘭、白俄羅斯、外高加索聯邦正式簽署《蘇聯成立條約》而組成蘇聯。
- 1927年：日本東京地下鐵銀座線上野站－淺草站間正式通車，為亞洲第一條地下鐵路線。
- 1930年：第一次反围剿战争中，中国共产党于龍崗战役中突破中国国民革命军包围。
- 1940年：中國共產黨經營的延安新華廣播電台開始在延安廣播，該電台其後發展為中央人民廣播電台。
- 1941年：陳納德將軍的飛虎隊抵中國作戰。當日，飛虎隊在昆明首次參戰，擊落9架日軍轟炸機。
- 1944年：希臘爆發內戰，國王退位。
- 1945年：中国民主促进会成立。
- 1947年：罗马尼亚国王米哈伊一世宣布退位，罗马尼亚人民共和国成立。
- 1965年：費迪南德·馬可仕就任菲律賓第10任總統。
- 1966年：文化大革命期间上海发生的康平路事件中，王洪文下令摧毁赤卫队的区联络站。
- 1969年：費迪南德·馬可仕宣誓連任菲律賓總統。
- 1970年：中國湖北宜昌葛洲壩動工。
- 1972年：尼克松命令停止对越南北方的轰炸。
- 1972年：李小龙出演的电影《猛龍過江》于香港上映。
- 1981年：西柏林法院推翻国会纵火案判决。
- 1991年：英國政府宣佈於1992年撤換香港總督衛奕信。
- 1993年：以色列與梵蒂岡建交。
- 1996年：第八届全国人民代表大会常务委员会第二十三次会议通过《中華人民共和國香港特別行政區駐軍法》。
- 1997年：中华人民共和国和南非共和国建交。
- 1999年：连接厦门岛与海沧区的厦门海沧大桥完工。

### 21世紀
- 2001年：中国国家统计局宣布，2000年国内生产总值突破一万亿美元。
- 2001年：中國江西省萬載縣一間由香港商人投資的煙花廠爆炸。
- 2002年：中国成功发射神舟四号飞船。
- 2006年：前伊拉克總統薩達姆·海珊因為在杜賈爾村犯下危害人類罪，而在巴格達接受絞刑。
- 2011年：薩摩亞和托克勞決定為了經濟因素而轉換時區，由UTC-11改為UTC+13，并跳过2011年12月30日這一天。
- 2013年：臺灣國道收費站被撤销，國道計程收費全面開始。
- 2013年：香港環境保護署以空氣質素健康指數（AQHI）取代舊有的空氣污染指數。
- 2016年：印尼松巴哇島地區附近發生6級地震。
- 2018年：《跨太平洋夥伴全面進展協定》（CPTPP）正式生效。
- 2018年：日本海發生5.0級地震，震源深度380千米。
- 2018年：印尼蘇門答臘南部發生5.9級地震，震源深度140千米。
- 2020年：也門南部亞丁省亞丁國際機場發生大規模爆炸和槍擊事件大規模爆炸和槍擊事件，造成至少26人死亡及50人受傷。

## 出生
- 41年：提圖斯，羅馬帝國皇帝（81年逝世）
- 1673年：艾哈迈德三世，奧斯曼帝國蘇丹（1736年逝世）
- 1678年：威廉·克羅夫特，英國作曲家、管風琴手（1727年逝世）
- 1819年：台奥多爾·馮塔納，德國批判現實主義小說家、詩人（1898年逝世）
- 1838年：埃米勒·盧貝，法國政治人物，第8任法國總統（1929年逝世）
- 1841年：弗朗西斯·布林克利，英裔愛爾蘭軍事顧問、記者（1912年逝世）
- 1851年：阿薩·坎德勒，美國實業家，可口可樂公司創辦人（1929年逝世）
- 1853年：安德烈·梅萨热，法國作曲家（1929年逝世）
- 1865年：魯德亞德·吉卜林，英國作家、詩人，1907年諾貝爾文學獎得主（1936年逝世）
- 1869年：大砲萬右衛門，日本相撲力士，第18代橫綱（1918年逝世）
- 1869年：李科克，加拿大幽默作家、經濟學家（1944年逝世）
- 1873年：艾爾弗雷德·E·史密斯，美國政治家，兩次出任紐約州州長（1944年逝世）
- 1884年：東条英机，日本政治人物（1948年逝世）
- 1890年：吉川資，日本陸軍少將（1945年逝世）
- 1904年：德米特里·卡巴列夫斯基，蘇聯作曲家、音樂教育家（1987年逝世）
- 1906年：卡洛·李，英國電影導演（1976年逝世）
- 1910年：保羅·鮑爾斯，美國作曲家、作家、翻譯家、海外國民（1999年逝世）
- 1918年：尤金·史密斯，美國報導攝影家（1978年逝世）
- 1921年：拉希德·卡拉米，黎巴嫩總理（1987年逝世）
- 1927年：何鴻鑾，香港政府政務官、公務員敘用委員會前主席（2015年逝世）
- 1927年：羅伯特·侯賽因，法國演員和編劇（2020年逝世）
- 1928年：亨利·德波鴻諾，比利時天文學家（2007年逝世）
- 1930年：屠呦呦，中国医学家、药物化学家，2015年诺贝尔生理学或医学奖得主
- 1931年：查爾斯·巴塞特，美國太空人（1966年逝世）
- 1934年：德爾·香農，美國搖滾創作歌手、烏克麗麗手（1990年逝世）
- 1935年：奥馬爾·邦戈，加彭政治人物，第2任加彭總統（2009年逝世）
- 1935年：山迪·柯法斯，美國職棒大聯盟的球員
- 1937年：戈登·班克斯，英格蘭足球運動員（2019年逝世）
- 1945年：勞埃德·考夫曼，美國電影導演、製片人及紀錄片製作人
- 1946年：貝爾蒂·福格茨，德國足球運動員、教練
- 1946年：帕蒂·史密斯，美國創作歌手、詩人
- 1948年：蘭迪·謝克曼，美國加州大學伯克利分校的細胞生物學家
- 1950年：比雅尼·斯特劳斯特鲁普，丹麥計算機科學家，創造C++程式語言聞名，被稱為「C++之父」
- 1952年：茱恩·安德森，美國花腔女高音歌唱家
- 1952年：約翰·西摩，英國貴族、上議院俗職議員，第十九代索美塞特公爵
- 1955年：李國修，台灣屏風表演班編、導、演、劇團負責人、藝術總監（2013年逝世）
- 1956年：袁國勇，香港著名傳染病專家、香港大學醫學院微生物學系主任
- 1957年：湯姆·蒂凡尼，美國商人、政治人物，現任威斯康辛州聯邦參議員
- 1957年：薩托·基爾曼，萬那杜政治人物，現任萬那杜總理
- 1958年：李羚，中國女演員
- 1959年：濱崎博嗣，日本動畫導演
- 1961年：本·約翰遜，加拿大職業短跑選手
- 1962年：丁武，中國摇滚樂手
- 1963年：鄭錚，中國女演員（2024年逝世）
- 1963年：譚拔士，香港英籍足球員
- 1963年：凱倫·S·林奇，美國企業家，現任CVS健康執行長
- 1963年：邁克·蓬佩奧，美國政治人物，第70任美國國務卿
- 1964年：金永哲，中國男高音
- 1964年：尹多勳，韓國男演員
- 1966年：葛民輝，香港演員
- 1966年：貝尼特·米勒，美國電影導演
- 1973年：陳瑞昌，台灣棒球選手
- 1973年：阿托·博爾頓，特立尼達和多巴哥短跑運動員
- 1973年：納丘·維達爾，西班牙色情演員、導演
- 1974年：羅敏莊，香港演員、歌手
- 1974年：亞历山德羅·阿爾維斯·多·納西門托，巴西職業足球運動員（2012年逝世）
- 1975年：，美國高爾夫球運動員
- 1975年：，澳洲足球員
- 1975年：姜昕言，中國女演員
- 1976年：符致逸，香港歌手
- 1977年：凱尼恩·馬丁，美國職業籃球運動員
- 1978年：泰瑞斯·吉布森，美國男歌手、演員
- 1980年：關智斌，香港歌手、團體Boy'z成員
- 1980年：伊麗莎·杜什库，美國電影電視演員
- 1980年：D·J·姆本加，民主剛果裔比利時職業籃球運動員
- 1980年：埃里·哈布斯，阿曼足球運動員
- 1981年：鄧樺敦，台灣樂團東城衞貝斯手
- 1981年：K.Will，韓國男歌手
- 1981年：吳知恩，韓國女演員
- 1982年：殷瑋，中國國民黨發言人、青年團執行長
- 1982年：戚迹，中國男演員
- 1982年：克莉斯汀·克魯克，加拿大女演員
- 1983年：凱文·斯特羅姆，美國企業家、軟體工程師，Instagram共同創辦人
- 1984年：賴薇如，台灣女演員
- 1984年：勒布朗·詹姆斯，美國職業籃球運動員
- 1984年：安德拉·戴，美國女歌手、詞曲作家
- 1986年：尹正，中國男演員
- 1986年：傑夫·沃德，美國男演員
- 1986年：，英國女歌手
- 1986年：多梅尼科·克里西托，義大利足球運動員
- 1987年：韓基雄，韓國男演員
- 1989年：尹寶拉，韓國女子偶像團體SISTAR成員
- 1989年：吳承洋，台灣男演員
- 1990年：徐鈞浩，台灣男演員
- 1990年：方志友，台灣女藝人
- 1991年：莫茶諾·欣彩萍翩，泰國女演員、模特兒
- 1991年：卡米拉·吉奧爾吉，義大利職業網球運動員
- 1992年：徐酉奈，韓國女子偶像團體AOA成員
- 1994年：顏佑庭，台灣饒舌歌手
- 1994年：關雪盈，中國女演員
- 1995年：藤原櫻，日本女藝人
- 1995年：金泰亨，韓國男子偶像團體防彈少年團成員
- 1995年：洪知秀，韓國男子偶像團體SEVENTEEN成員
- 1995年：多米尼克·菲克，美國男歌手、作曲家、演員
- 1996年：姜貞羽，中國女演員
- 1997年：曾敬驊，台灣男演員
- 1997年：張凌赫，中國男演員
- 1998年：高橋彩音，日本女子偶像團體AKB48成員
- 1998年：植村Akari，日本女子偶像團體Juice=Juice成員
- 1999年：Gareth T，香港男歌手
- 2006年：凱利婭·內穆爾，阿爾及利亞女子競技體操運動員
- 生年不詳：貫井柚佳，日本女性聲優
- 生年不詳：宇和川惠美，日本女性聲優

## 逝世
- 1691年：罗伯特·波义耳，英国化学家（1627年出生）
- 1896年：黎刹，菲律宾国父、民族英雄（1861年出生）
- 1932年：濱野彌四郎，日本水利工程師，被譽為「台灣水道之父」（1869年出生）
- 1944年：罗曼·罗兰，法国作家（1866年出生）
- 1947年：阿佛列·諾斯·懷海德，英國數學家、哲學家（1861年出生）
- 1947年：漢·范米格倫，荷蘭畫家，被認為是20世紀最聰明的藝術偽造者之一（1889年出生）
- 1947年：橫光利一，日本小說家、俳人、評論家（1898年出生）
- 1954年：庫茲馬·尼古拉耶維奇·傑列維揚科，蘇聯陸軍中將（1904年出生）
- 1965年：伊芙琳·費克斯，美國統計學家（1904年出生）
- 1968年：特里格韋·賴伊，挪威外交官，第一任联合国秘书长（1896年出生）
- 1968年：基里尔·梅列茨科夫，苏联军事领导人，苏联元帅（1897年出生）
- 1981年：陳錦棠，香港粵劇名伶、電影演員（1906年出生）
- 1988年：野口勇，美國雕塑藝術家（1904年出生）
- 1997年：星新一，日本科幻小說家（1926年出生）
- 1998年：陈旭然，广东电视台女节目主持人（1968年出生）
- 1999年：莎拉·勞絲，美國超級人瑞，史上第三長壽者（1880年出生）
- 2003年：梅艷芳，香港歌星兼電影演員，香港演藝人協會前主席（1963年出生）
- 2004年：加藤正夫，日本围棋棋手（1947年出生）
- 2005年：楊嘉諾，香港演員（1962年出生）
- 2006年：薩達姆·海珊，伊拉克政治人物、獨裁者，前任伊拉克總統（1937年出生）
- 2009年：阿卜杜拉赫曼·瓦希德，印尼政治人物，第4任印尼總統（1940年出生）
- 2010年：曾錦春，中國政治人物（1947年出生）
- 2012年：麗塔·列維-蒙塔爾奇尼，義大利神經生物學家，1986年諾貝爾生理學或醫學獎得主（1909年出生）
- 2013年：楊汝椿，台灣記者、台灣獨立運動人士（1961年出生）
- 2021年：，美國NBA前職業籃球運動員（1933年出生）
- 2022年：蹇先佛，中國政治人物（1916年出生）
- 2022年：芭芭拉·華特斯，美國廣播記者、作家、電視主持人、主播、執行製作人（1929年出生）
- 2023年：湯姆·威爾金森，英國男演員（1948年出生）
- 2023年：八代亞紀，日本女性演歌歌手、演員（1950年出生）
- 2024年：賈姆希德·本·阿卜杜拉，尚吉巴蘇丹（1929年出生）
- 2024年：弗雷澤·斯托達特，蘇格蘭化學家，2016年諾貝爾化學獎得主（1942年出生）
- 2024年：林奎佑，臺灣漫畫家、政論名嘴（1960年出生）

## 节假日和习俗
- 苏联：成立纪念日
- 菲律賓：黎刹日